# 灰冠鶴
，又稱東非冠鶴、東非冕鶴、戴冕鶴，是鶴科冠鶴屬的一種小型鶴。目前有兩個亞種，依其分佈地點可分東非亞種及南非亞種，分佈於12個東南部非洲國家的範圍內。於1834年被正式描述，與黑冕鶴相似且有相當密切的關係。:83是烏干達的國鳥。
灰冠鶴主要為雜食性，牠們體色主要為灰色或藍灰色，其特色為頭頂上有明顯的黃色稻草狀羽冠，並在末端帶有黑色斑點。:83臉頰的裸露區塊則是大部分為白色，僅在最上或下面帶有紅色，且擁有相對黑冕鶴而言較大的紅色喉囊。牠們主要棲息於濕地及草原的混合環境中，並偏好在樹上棲息。:83因其棲息環境的緣故，發展出了不同的叫聲以溝通。隨著人類在當地的發展，牠們也開始適應有人類干擾的環境，並會在垃圾場或者高壓電塔上活動。繁殖時採一夫一妻制，並且有跳求偶舞蹈的行為，時間則視該地環境決定，並常有強烈的領域性。
受到棲息地的碎片化以及破壞等因素，加上其繁殖成功率本來就不高，牠們的數量正不斷下降，在2016年的估計不到25000隻。當地政府及民間團體正以各種方式維持灰冠鶴的數量，而有一定起色。目前《瀕臨絕種野生動植物國際貿易公約》將其列入附錄二，而國際自然保護聯盟瀕危物種紅色名錄將其列入瀕危物種。

## 物種命名
灰冠鶴是英國動物學家愛德華·特納·班尼特於1834年的出版刊物中正式描述的物種，並將其與黑冕鶴一同歸入蓑羽鶴屬下，該物種曾一度變成黑冕鶴的亞種過。後來經由形態學、行為學和DNA的研究證明其與鶴屬有較緊密的關係並獨立為一屬，與鶴亞科形成姊妹群的關係。
屬名為拉丁語，指的是巴利亞利群島，依布里松當時的敘述，冠鶴有出現在該群島以及非洲，但現存的任何冠鶴屬成員並不分佈於此地。:66種小名為源自拉丁語，意為「國王的」、「帝王的」或者「被加冕的」（為有「國王」意涵的或變化而成）。灰冠鶴屬於現存鶴科中最原始的分支下，整個屬可追溯到始新世時期的化石記錄。
過去曾被視為與黑冕鶴是同一物種，並作為黑冕鶴的亞種之一。但後來根據DNA分析、叫聲、裸露部位和羽毛的差異性而分開為兩種物種，彼此之間組成一個超種的關係。:83兩者的差異在於黑冕鶴的羽色偏鐵灰，臉上的紅色部分更多，喉嚨的紅色肉瓣突起較小，且臉頰斑塊下部呈紅色而非白色，兩者在分布範圍上也幾乎沒有重疊。

### 亞種
灰冠鶴有兩種亞種，兩亞種約略以尚比西河的河谷為界分佈：
- 指名亞種：又名南非亞種。[20]分佈於安哥拉南部和納米比亞北部，向東至波札那和辛巴威，南至南非東南部。[6]:83
- 東非亞種：分佈於烏干達北部、肯亞南部至辛巴威北部及莫三比克北部。[6]:83亞種名為拉丁文合成詞，由（意為「隆起的」）及（由有「頭部」意涵的變化）組成，意即「頭部有隆起的」。[18]跟指名亞種的差別在其臉頰紅色占比更高。[6]:83曾經被獨立為一物種過。[21]

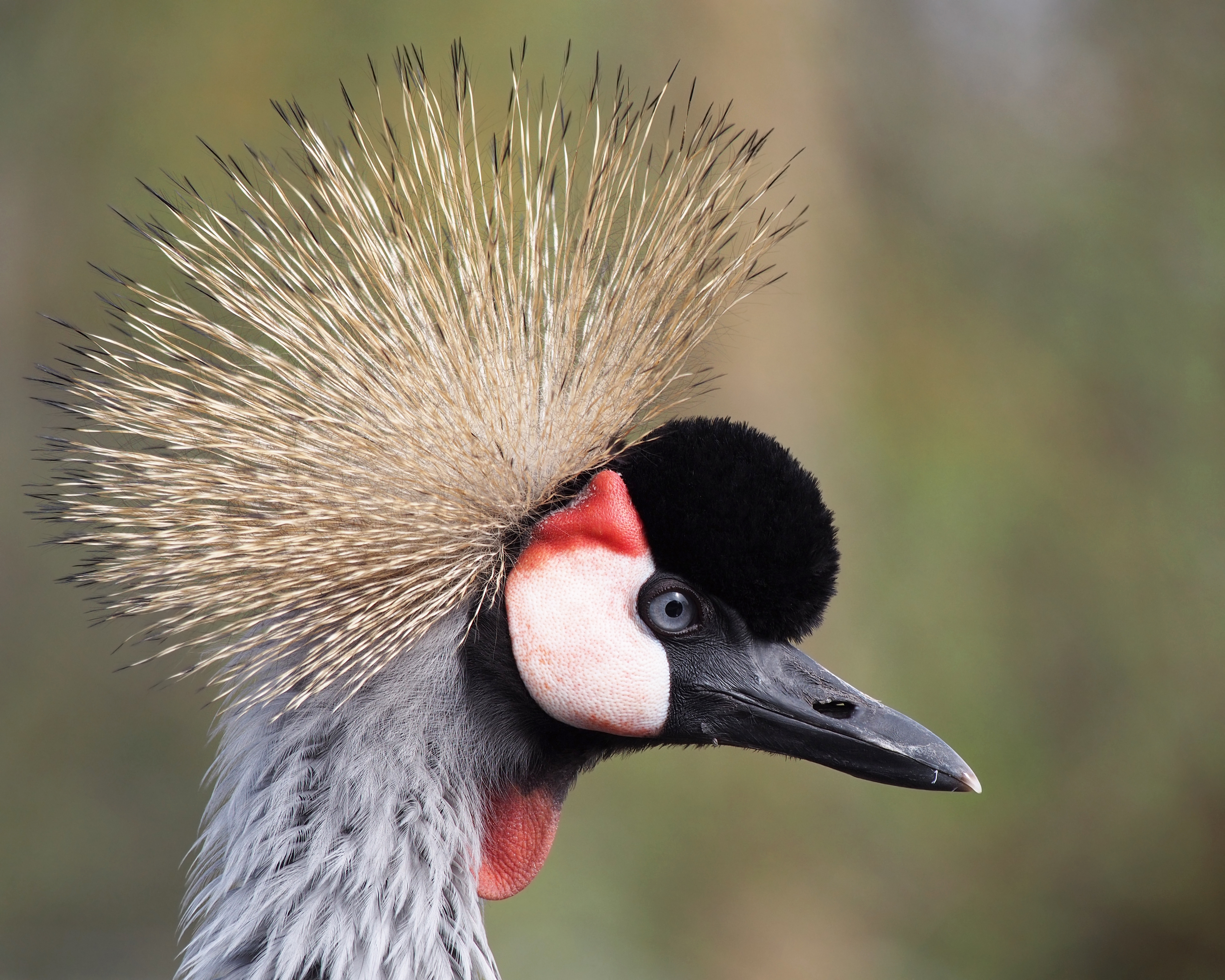
灰冠鶴指名亞種
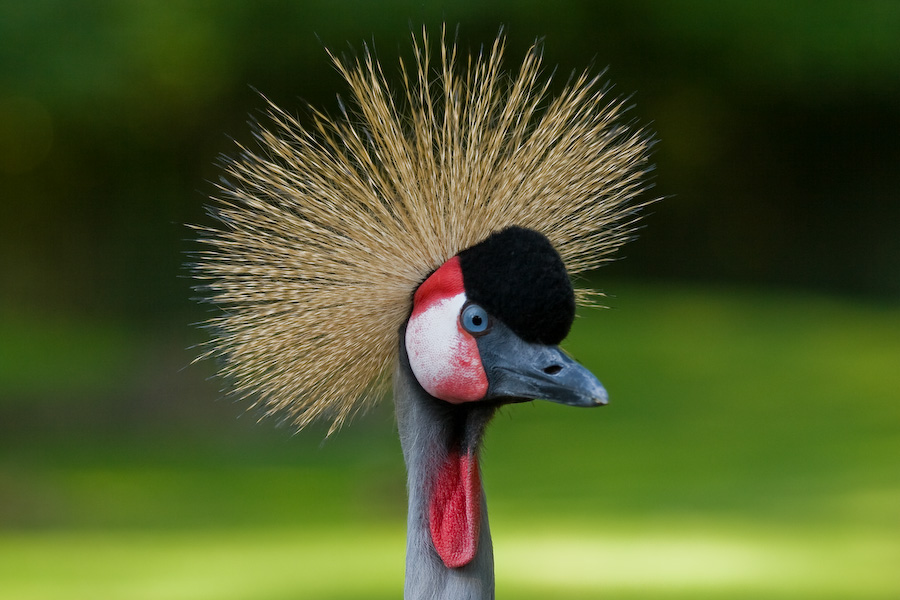
灰冠鶴東非亞種
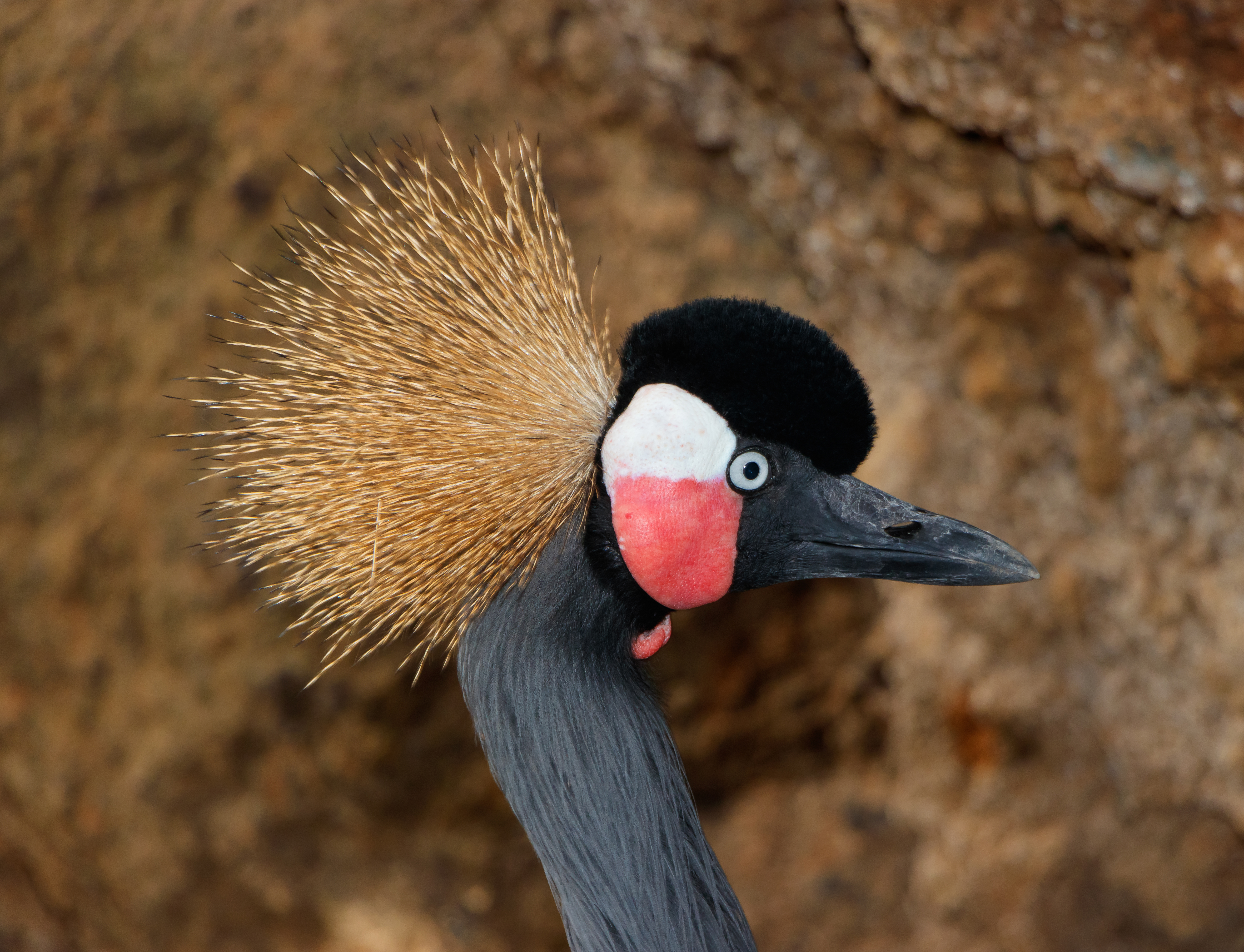
黑冕鶴

## 形態描述

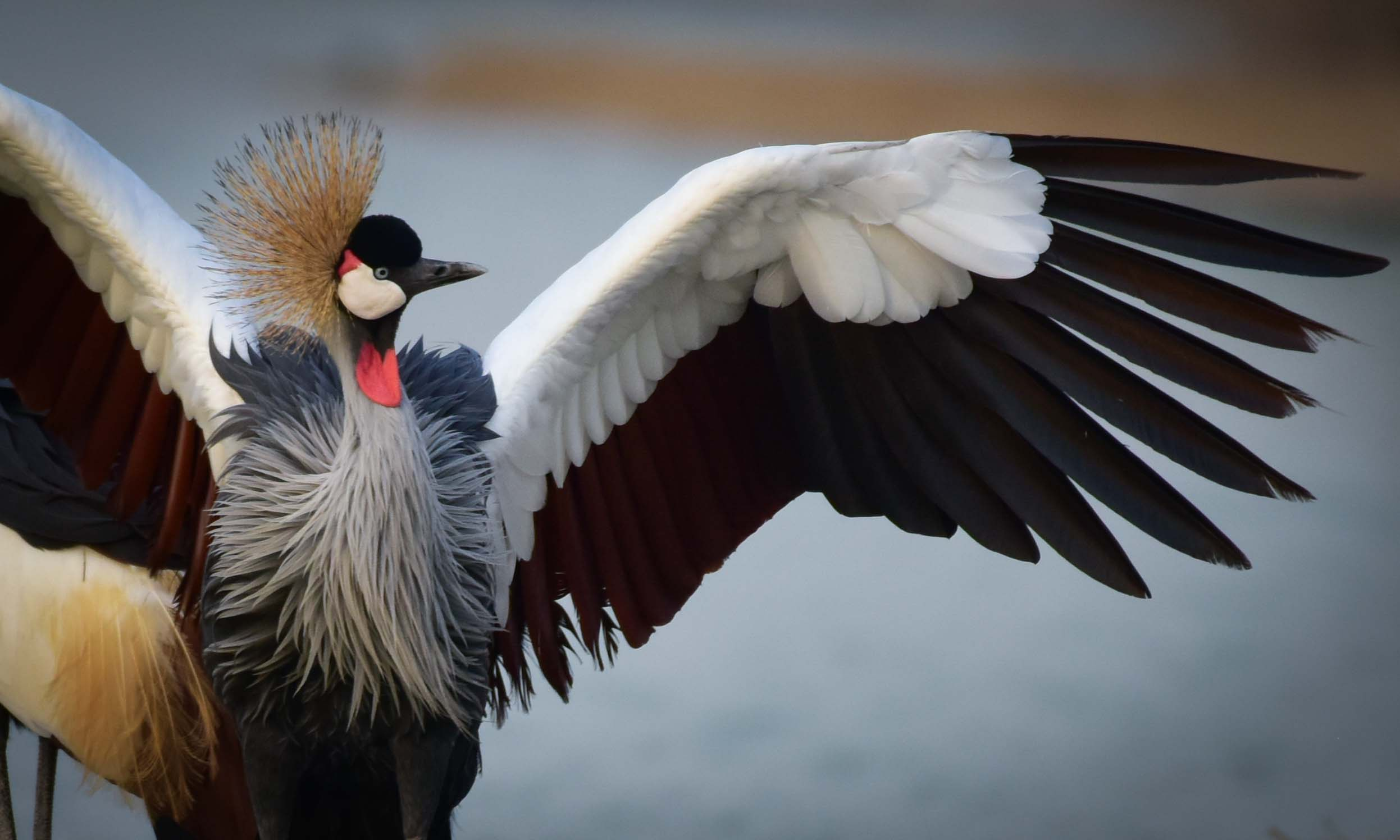
翅膀特寫

灰冠鶴的體長約100—110公分，體重3—4公斤，翼展180—200公分。:83野外壽命約略為15—20年左右，但在人工飼養的環境下可達22—40年。
灰冠鶴成鳥眼睛淡灰色至淡藍色。:83在頭部擁有明顯的黃色羽冠，每根冠羽的尖端具有黑色斑點。:83白色的臉頰上部有紅色區塊，頸部至全身為淡灰色或藍灰色，有較黑冕鶴大的紅色喉囊，喙灰色且短。:83翅膀主體為白色，並有黑色、棕色及金色的羽毛。腳及腿為黑色，且有長後趾，可以讓牠們在樹上棲息。兩性難以區別，但雄鳥通常會較雌鳥體型稍大。與其它鶴類不同的視，牠們對鳴時的聲音和行為表現也沒有明顯的性別差異，僅雌鳥發出的低音聲比雄鳥的稍微長一些。

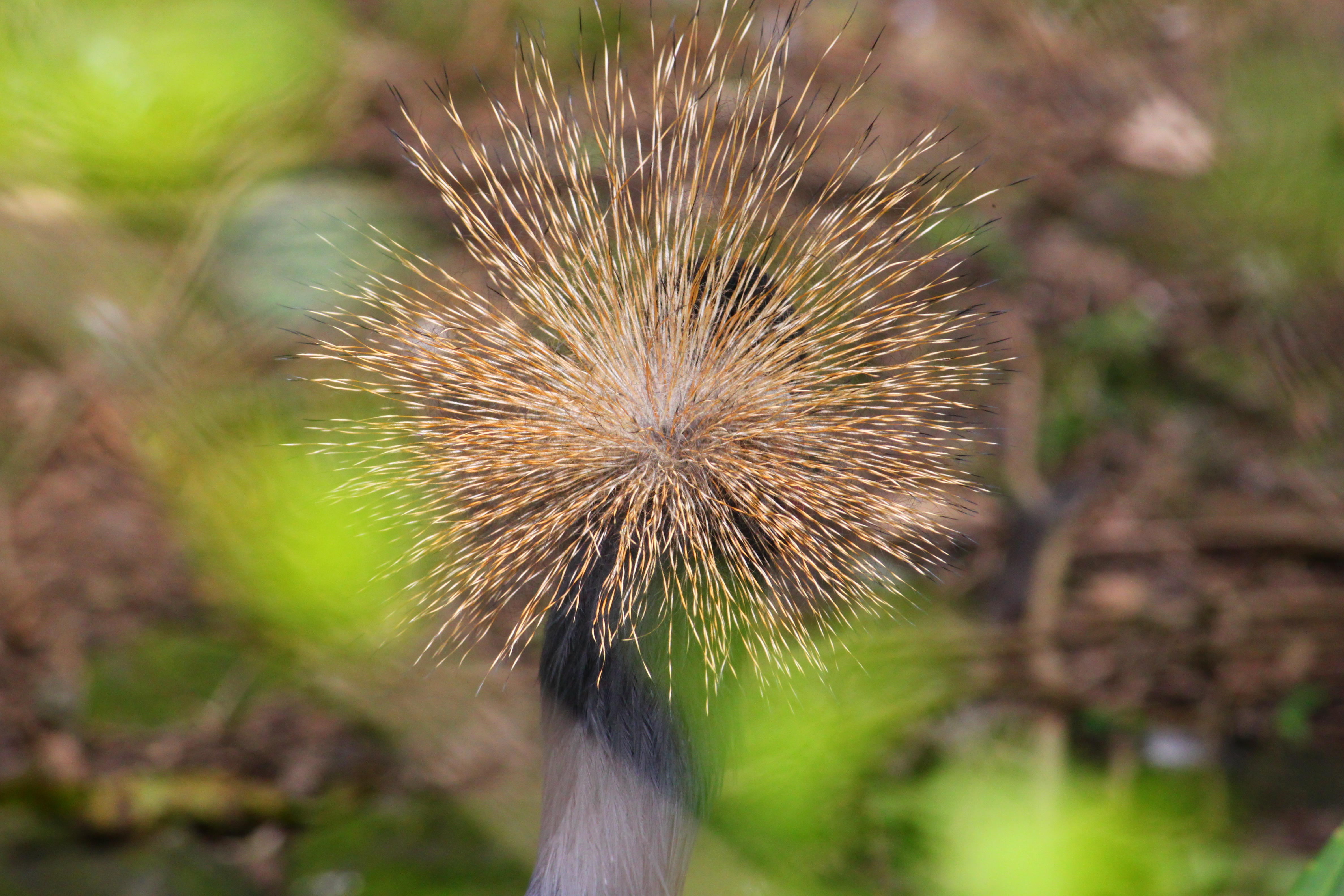
背部特寫

幼鳥通常呈淺黃色至灰色之間，頭頂和後頸為象牙色或棕色，虹膜為棕色，身體呈灰色至棕色。:83這種顏色有助於提供保護。喉囊會在出生四個月後開始出現，呈粉紅色，隨著其成熟而變成紅色。

## 棲息地與分佈
灰冠鶴生活在濕地並有開闊的草原或熱帶草原的混合環境中。:83這些地點包含濕地、河岸、水壩周圍、開闊的大草原以及與這些地點附近有短草的草地。牠們主要在靠近濕地的高大樹木上棲息，若缺乏當地的樹種，也會利用柏木、金柚木、榕樹等大樹。灰冠鶴與黑冕鶴是鶴科成員中唯二會在樹上棲息的鳥類。:83
在東非，灰冠鶴主要出現在人類改造的棲息地，包括牧場、農田、休耕地、灌溉區和農場。:83在南非，棲息在草原、熱帶草原的間歇性淺水沼澤、潟湖以及農地上。:83也會在水中、樹上或電線桿上棲息。
在烏干達坎帕拉，自1970年代開始就能見到灰冠鶴在該地的垃圾掩埋場及其附近的山谷覓食棲息。到了2000年前後，在附近高壓電塔頂上棲息的數量可多達25隻，並在電塔之間來回飛翔，觀察者推測可能是因為這種高度可以用以躲避捕食者，顯示其可能已開始習慣人類干擾後的環境。

## 習性

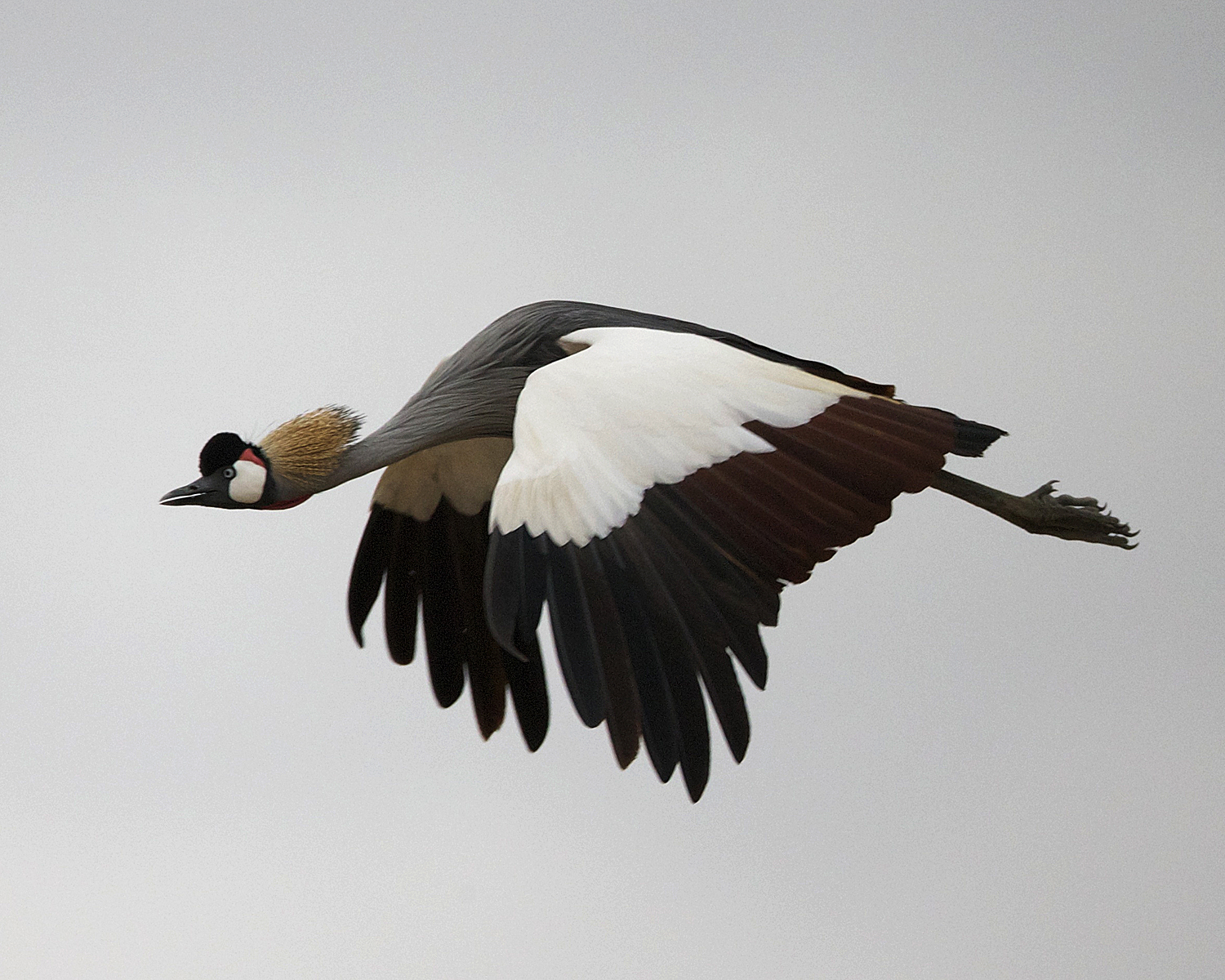
飛行中的灰冠鶴

灰冠鶴一般並不遷徙，但會為了食物或水源移動一段相當長的距離。分為季節性的或局部的移動。經常在黎明後一小時左右離開棲息地覓食，在日落時返回，平均每天會移動6.72公里。若牠們有育幼，在傍晚時分就可能會先把幼鳥藏在溼地裡面，然後再飛到樹上休息。:63
當發現捕食者或有不熟悉的同類接近領地時，灰冠鶴會作出直立的姿勢，雙翅收起，環顧四周的警戒性動作並發出警告聲。並使同伴對其作出反應。

### 食性
灰冠鶴為雜食性，以植物、種子、兩棲類、昆蟲和其他無脊椎動物為食，例如蚱蜢、蟋蟀、蝗蟲、青蛙、蜥蜴、莎草、小米、馬鈴薯和大豆等作物。並具高度的機會主義性質，常常前往農田覓食。並發現有些個體有吞入胃石的情形。
牠們覓食時通常只吃在地表淺層的東西，甚少挖洞。:63牠們以快速啄食方式取食，有時會將植物連根拔起。也會在地面上跺腳以驚擾昆蟲便趁機取食，也會跟在大型動物後面以被驚嚇而起的昆蟲為食。

### 繁殖

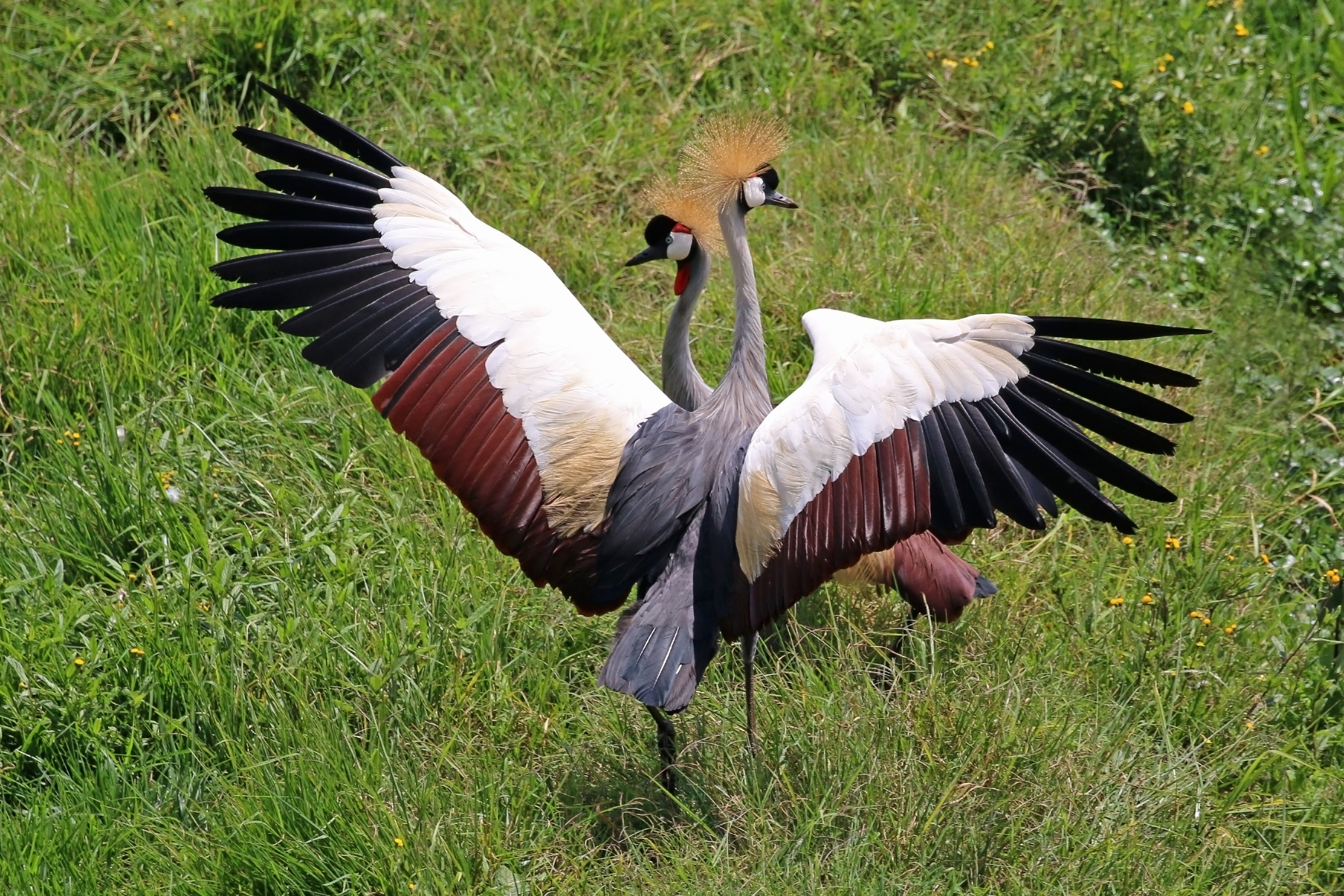
正在求偶的灰冠鶴

灰冠鶴是一夫一妻制的，且終身維持其關係。在求偶期時會進行稱為「婚舞（nuptial dance）」的表演，雙方都參與其中。這種表演會包括上下擺動、鞠躬、跳躍、點頭等動作。在期間會發出一系列的叫聲，並同時鼓起喉囊。並在繁殖期間有高度的領域意識，領地平均約為23.3平方公里大。

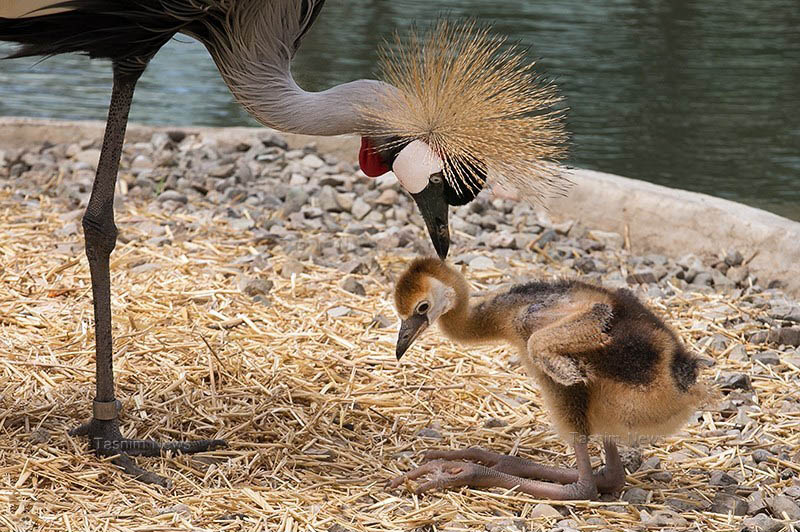
育雛的灰冠鶴

牠們的繁殖季受雨季的時間影響。在東非地區，整年都有可能是繁殖季，但通常偏好在濕季繁殖，少數例外如烏干達會在乾季的6月及12月時繁殖，以避免洪水及更容易補食雨季後出現的大量昆蟲及種子。而在南非和較乾燥的地區，主要在10—4月的雨季裡繁殖，在12—2月間達到高峰。並偏好在水源附近有提供遮擋的地方築巢，極少數狀況下牠們會選擇在樹上築巢。鳥巢底是以香蒲屬、紙莎草等草類及其他植物鋪成，再以濕地植物圍邊，巢體大小在50—86公分之間，通常會距水面12.5公分高，甚少會重複利用巢穴。這些巢在空中俯瞰時相當容易被觀察到。牠們每次會生2—5顆蛋。雙親均會負責孵化，孵化期為28—31天。在南非，東開普省平均每窩蛋數為2.55顆，川斯瓦省則為2.69顆。在東非，肯亞平均為2.41顆，烏干達則為2.56顆，並可能受海拔高度變化。

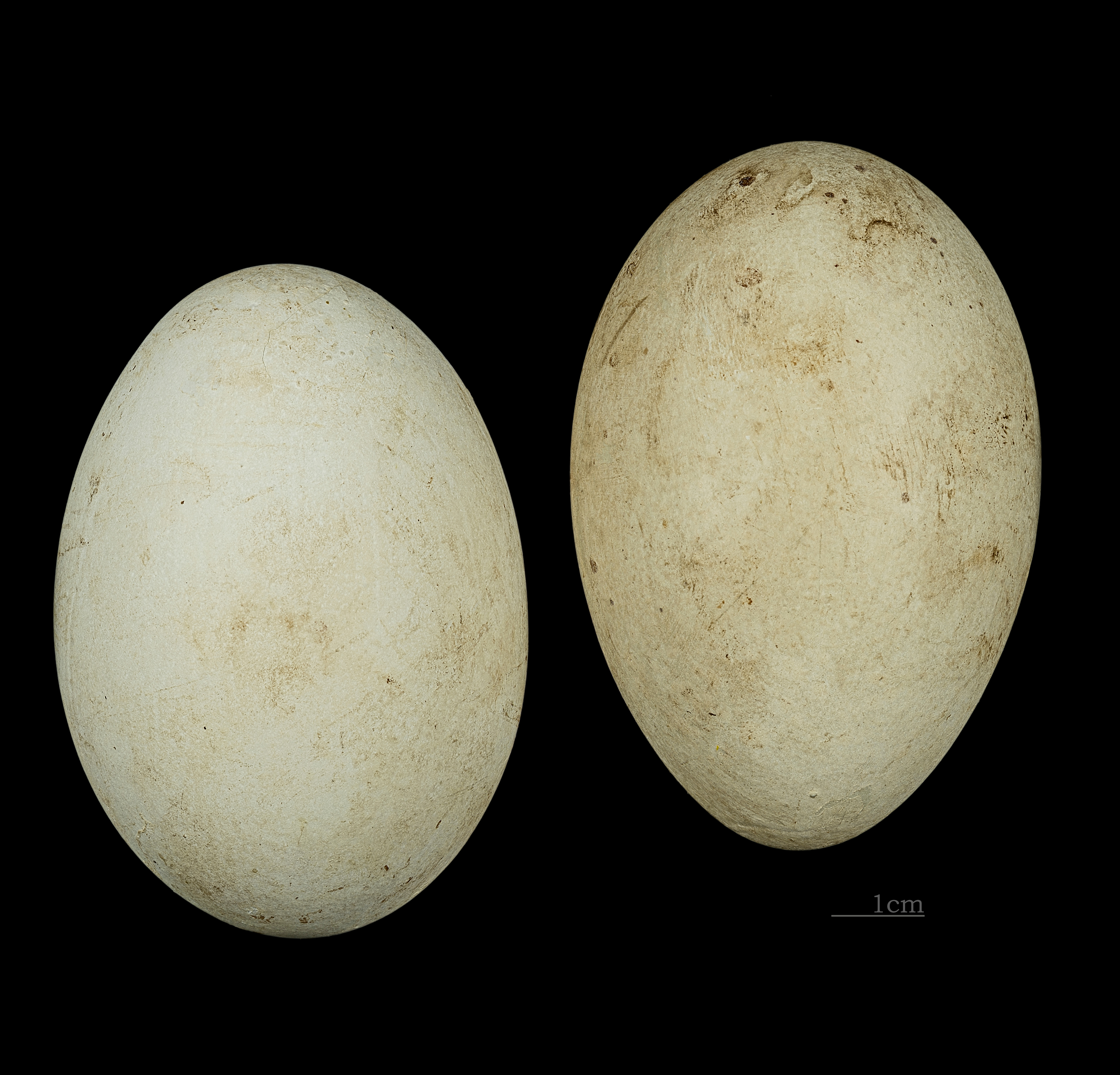
灰冠鶴的蛋

孵化後，雄鳥負責保護領地資源，而雌鳥則負責照顧雛鳥。灰冠鶴雛鳥相當早熟，1—2小時即能站立行走，12小時後可開始游泳，並在24小時後開始進食。其體溫調節能力在5—10日齡發育最快，到40日齡時體溫開始恆定，達到成鳥體溫，於56—100日大時會換羽。隨後離開雙親並加入其他幼鳥形成的群體，在約3歲時達到性成熟並可開始繁殖。並在4—6歲時會行初次繁殖。
灰冠鶴的繁殖成功率並不高，在一次長達25年的追蹤發現其每窩孵化成功的鳥雛僅0.42隻，並隨著環境被破壞的程度仍在逐年下降。第一年的死亡率約略在35.3—45%之間，其後逐年下降。

### 叫聲
由於灰冠鶴經常在玉米田或沼澤地等較高的植物叢內覓食，因此仰賴聲音溝通。由於其特殊的螺旋形氣管，灰冠鶴得以發出相當嘹亮的叫聲。聲音通常是偏低沉的咕咕聲，:83並可藉由低沉悲傷的「maaah-hem」叫聲來識別灰冠鶴的群體。且會固定在黎明、中午、子夜時鳴叫，當地的農民會將其叫聲當作生物鐘使用。父母鳥叫喚幼鳥時通常發出低沉柔和的「purr」聲，而雛鳥則會發出尖銳的「peeep」聲。進食或飛行時使用另一種「purr」聲，較高頻率的「click」和「quack」聲用於警告或者是面對未知危險時。
牠們也會像其他鶴科成員一樣有種稱之「和聲呼叫（Unison Calling）」的特殊二重唱，可以持續幾秒鐘到一分鐘。:66
飛行時或灰冠鶴受到干擾後起飛時也有特定的叫聲，聲音類似「oo」和「wang」。這種聲音也作為成功驅趕競爭者後的領域叫聲。勝利者會在領域上盤旋，並重複該叫聲。

## 天敵與威脅
天敵主要有鬣狗、獅子、豹和獵豹等。主要的威脅包含棲息地的喪失和破碎化、非法捕捉後用於食物、傳統用途、馴養等，以及黑市的貿易。每年有大量的灰冠鶴被非法從野外捕捉，用於貿易市場。也遭受數種瘧原蟲科的寄生蟲寄生。牠們隨著人類的發展而更加容易受到人類的干擾，並跟人類所飼養的家禽有所接觸而容易被其傳染疾病。
由於牠們需要濕地棲息，容易受到洪水及乾旱的影響。洪水使巢穴被淹沒，或蛋跟雛鳥被淹死。在某些地區，洪水的影響因河流調節和流域的退化而加劇，這導致洪峰出現得更快且更難預測。而乾旱及農業的抽水則進一步使棲地喪失。
由於來自人類壓力增加，這些鶴鸝人類棲地越來越近，並暴露於干擾之下。也有人認為牠們的蛋和羽毛具有藥用價值，使其更易受到狩獵的威脅。或者將其捕捉作為寵物飼養。隨著非洲的電力網發展，也有跟電纜碰撞和觸電的問題。
非洲南部的灰冠鶴由於會利用農田覓食，破壞玉米在發芽初期的生長並因此遭到迫害。每年有大量灰冠鶴在肯亞被毒殺或被農藥汙染影響。森林的砍伐、水壩的建設以及礦業的發展也影響到灰冠鶴。在南非，煤炭開採的增加威脅到了該物種繁殖的大部分草地跟濕地。

## 保護狀況
灰冠鶴的族群數量在1985年時估計超過100000隻，2004年估計約50000—64000隻，2016年的最新估計僅約17700—22300隻個體，且數量仍在下降中。國際自然保護聯盟瀕危物種紅色名錄將其列入瀕危。
在1985年與其他鶴科成員一同列入《瀕臨絕種野生動植物國際貿易公約》附錄二內限制其交易。在南非、賴索托、史瓦帝尼和烏干達各國被列為瀕危物種，並且在納米比亞被列為極度瀕危物種。並同時受非歐亞遷移性水鳥協定保護。
1993年，有分佈灰冠鶴的12個分布國家在波札那舉辦的非洲鶴類和濕地培訓研討會（Africa Crane and Wetland Training Workshop）上制定了初步的相關行動計劃。自2014年起，盧安達野生動物保護協會（Rwanda Wildlife Conservation Association）與盧安達政府合作，包括打擊非法偷獵和捕捉的行為、社區教育、將捕獲的鶴編冊以及將在圈養環境下健康的鶴重新引入阿卡蓋拉國家公園。在2020年，盧安達的灰冠鶴數量已經由487隻回升至881隻。目前在人工繁殖中繁殖情況良好。

## 與人類的關係

烏干達國旗

在有分佈灰冠鶴的地區，當地的文化傳統和被視為神聖鳥類的情況提供了一定的保護，牠們的舞蹈也被當地部族模仿。灰冠鶴同時也是烏干達的國鳥，在烏干達的國旗、政府旗及國徽上都有出現。飛行時的「oo」和「wang」叫聲讓肯亞當地部落稱其為「oowang bird」。
鶴作為財富、好運和長壽的象徵。現代牠們被用作保護濕地的旗艦種，同時也是傘護種，用以觀察當地的生態環境。

## 外部連結
- Xeno-canto上的灰冠鶴聲音紀錄 （页面存档备份，存于）
- 國家地理頻道介紹灰冠鶴的影片 （页面存档备份，存于）